# Zlobice
Zlobice är en ort i Tjeckien.   Den ligger i distriktet Okres Kroměříž och regionen Zlín, i den östra delen av landet, 230 km öster om huvudstaden Prag. Zlobice ligger 225 meter över havet och antalet invånare är 596.
Terrängen runt Zlobice är platt. Runt Zlobice är det ganska tätbefolkat, med 100 invånare per kvadratkilometer. Närmaste större samhälle är Přerov, 19,7 km nordost om Zlobice. Trakten runt Zlobice består till största delen av jordbruksmark.